# Jungfru Marias bebådelses kyrka, Razlog
Jungfru Marias bebådelses kyrka (bulgariska: Храм Благовещение Богородично; translitteration: Hram Blagoveshcheniye Bogorodichno) är en bulgarisk-ortodox kyrkobyggnad belägen i den centrala delen av orten Razlog, i kommunen Razlog i regionen Blagoevgrad, i sydvästra Bulgarien.
Kyrkan är helgad åt den kristna högtiden jungfru Marie bebådelsedag och tillhör Nevrekops stift.

## Historik
Jungfru Marias bebådelses kyrka i Razlog invigdes den 5 november 1939.
Kyrkans interiör målades mellan år 2000 och 2008 av unga konstnärer och restauratörer, ledda av Zdravka Chobanova från Razlog.

## Kyrkan
- Klocktornets höjd är 26 m.

- Kyrkan har 3 klockor, med en totalvikt på 493 kg. Den största klockan väger 300 kg, den medelstora 118 och den lilla 75. De är gjord av bland annat koppar och tenn.

## Bilder

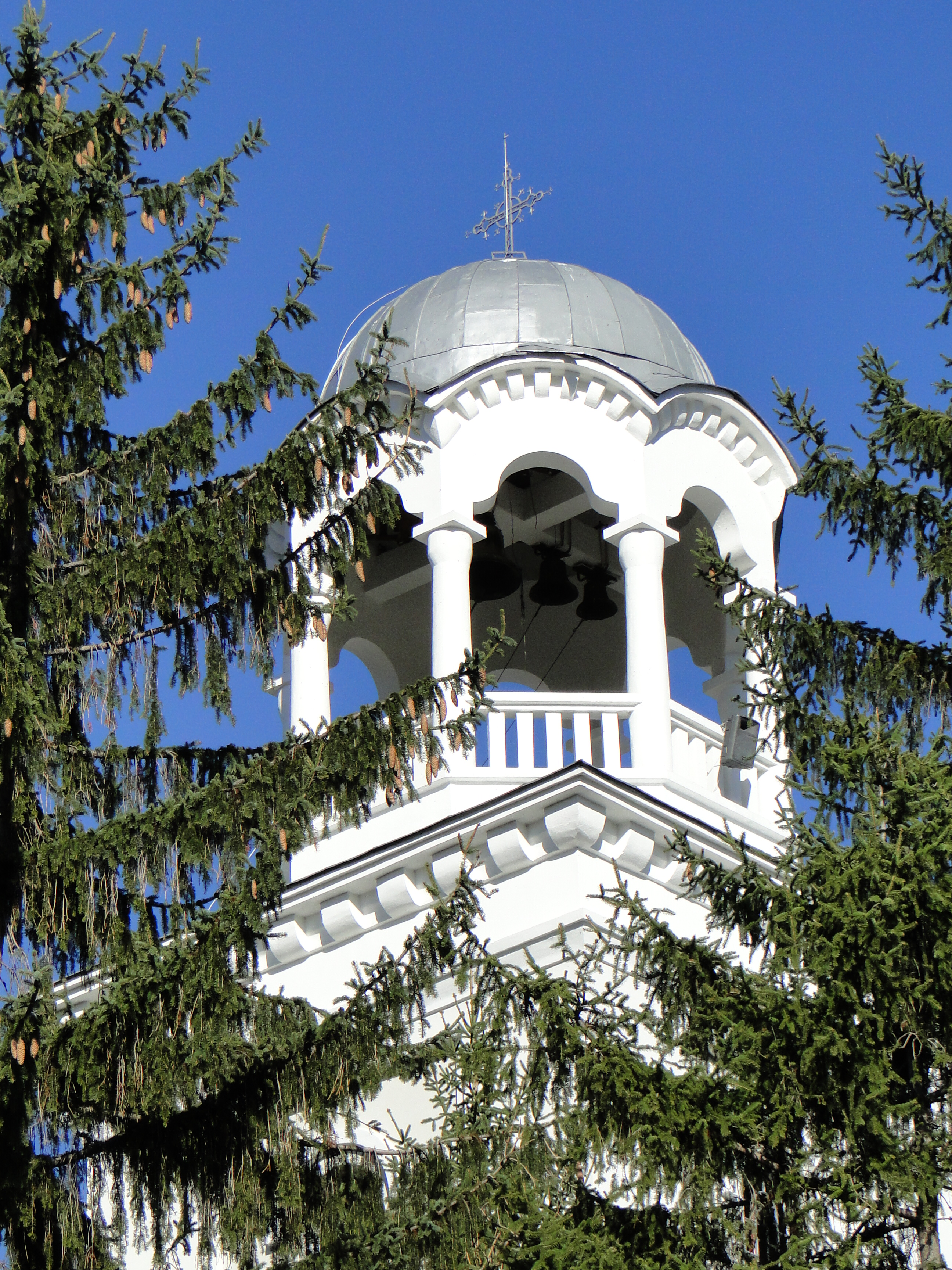
Närmare bild på klocktornet.